# Justin Raleigh

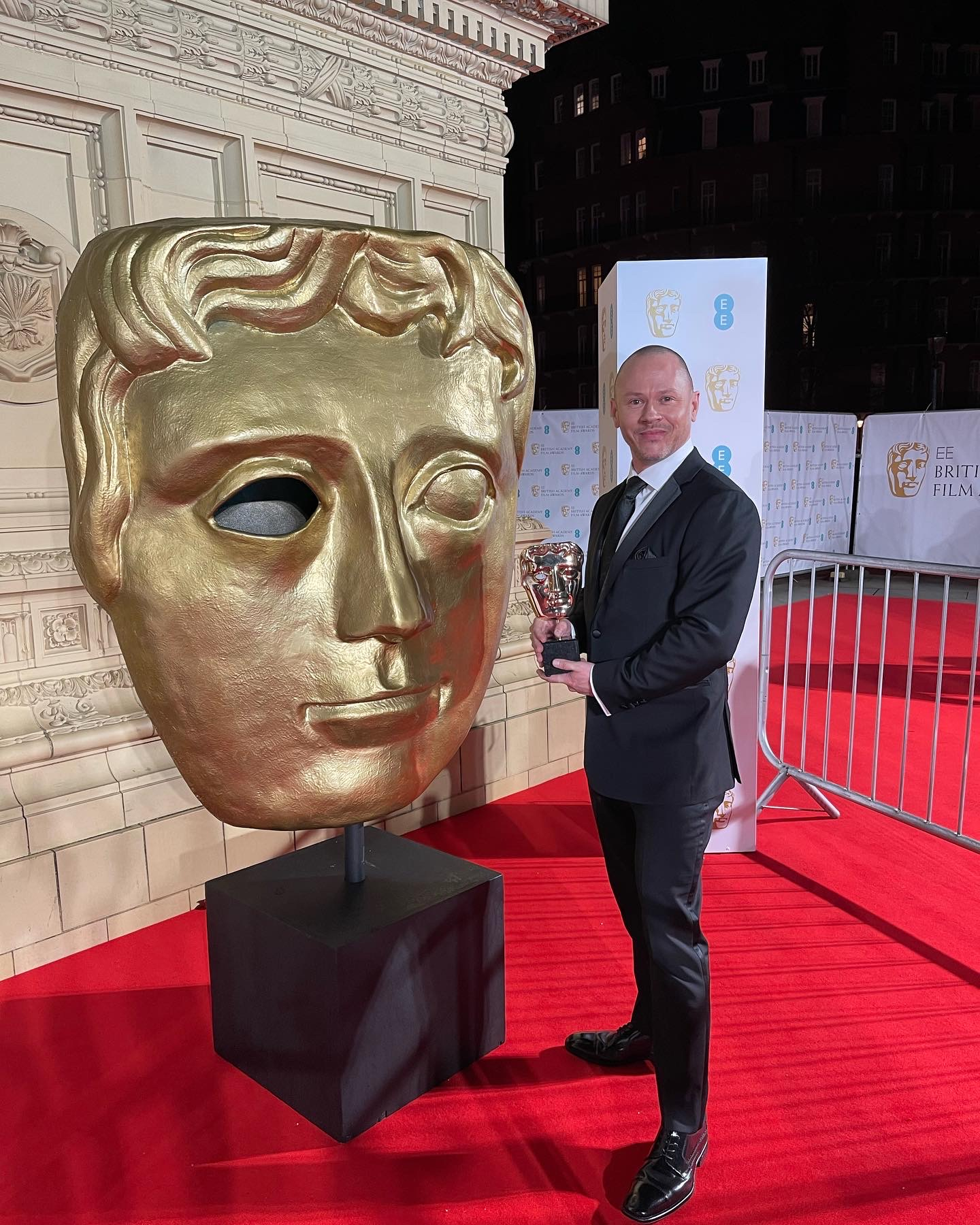
Justin Raleigh bei der BAFTA-Verleihung 2021

Justin Raleigh (* in Apple Valley, Kalifornien) ist ein US-amerikanischer Maskenbildner.

## Leben
Justin Raleigh wuchs in instabilen, ärmlichen Verhältnissen in Apple Valley, Kalifornien auf. Er war bereits als Kind ein Fan von B-Filmen. Zu seinen Lieblingsfilmen zählten unter anderem Der Exorzist, Das Ding aus einer anderen Welt, RoboCop und Terminator. Schon zu jener Zeit gefielen ihm vor allem die Make-up-Effekte und insbesondere die Arbeiten von Stan Winston und Rick Baker.
Am Anfang arbeitete er vor allem mit Stan Winston und Steve Johnston. Er war auch Creative Director für Quantum Creation FX. Nach dieser Arbeit im Angestelltenverhältnis machte er sich mit seiner Firma FracturedFX selbstständig. Mit dieser betreute er unter anderem Fernsehserien wie Stranger Things, American Horror Story, Westworld und Swamp Thing sowie Filme wie 300: Rise of an Empire, Joker und Aquaman. Für seine Arbeit an American Horror Story: Freak Show erhielt er bei der Primetime-Emmy-Verleihung 2015 einen Emmy in der Kategorie Outstanding Prosthetic Makeup.
Zusammen mit Linda Dowds und Stephanie Ingram war Raleigh bei der Oscarverleihung 2022 für den Film The Eyes of Tammy Faye in der Kategorie Bestes Make-up und beste Frisuren nominiert. Sie erhielten die Auszeichnung. Für den Film gewann er außerdem einen British Academy Film Award. Im selben Jahr wurde er in die Academy of Motion Picture Arts and Sciences (AMPAS) berufen, die alljährlich die Oscars vergibt.

## Filmografie
- 2000: Bloody Murder
- 2003: Big Fish
- 2004: Hellbent
- 2005: Jarhead
- 2005: Die Neunte Kompanie (The 9th Company)
- 2005: Bad Girls from Valley High
- 2006: Alpha Dog
- 2006: Threshold
- 2007: Boogeyman 2
- 2007: 30 Days of Night
- 2008: Dark Planet
- 2008: Splinter
- 2009: Cabin Fever 2: Spring Fever
- 2009: Allure
- 2010: Insidious
- 2011: Paralyzed
- 2011: Wonder Woman
- 2011: Archetype
- 2011: Sucker Punch
- 2011: The Resident
- 2011–2012: True Blood (Fernsehserie)
- 2013: Insidious: Chapter 2 (2013)
- 2013: Conjuring – Die Heimsuchung (Conjuring)
- 2013: Geezers!
- 2013: Beneath
- 2013: Bad Milo!
- 2013: Dark Skies – Sie sind unter uns (Dark Skies)
- 2014: Dark Hearts
- 2014: Mercy
- 2014: 300: Rise of an Empire
- 2014: Cooties
- 2014–2015: The Knick (Fernsehserie)
- 2014–2015: American Horror Story (Fernsehserie)
- 2015: Mortal Kombat X: Generations
- 2015: The Last Witch Hunter (2015)
- 2015: Insidious: Chapter 3
- 2015: The Lazarus Effect
- 2015: Demonic
- 2015–2016: Supergirl (Fernsehserie)
- 2015–2017: Rosewood (Fernsehserie)
- 2016: Incarnate
- 2016: Viral
- 2016: The Conjuring 2
- 2016: In a Valley of Violence
- 2017: Godless (Fernsehserie)
- 2017: Midnight, Texas
- 2017: Logan Lucky
- 2017: Battle for Skyark
- 2017: Outcast (Fernsehserie)
- 2017: Doubt
- 2018: Aquaman
- 2018: Electric Dreams
- 2018: Insidious: The Last Key
- 2018–2019: Westworld (Fernsehserie)
- 2019: The Book of Eli (Eli)
- 2019: Die Geldwäscherei (The Laundromat)
- 2019: Swamp Thing (Fernsehserie)
- 2019: Big Little Lies
- 2019: Annabelle 3 (Annabelle Comes Home)
- 2019: Brightburn: Son of Darkness (Brightburn)
- 2020: Penny Dreadful: City of Angels
- 2021: American Crime Story
- 2021: Midnight Mass
- 2021: The Eyes of Tammy Faye
- 2021: Malignant
- 2021: Lisey’s Story
- 2021: Sweet Tooth (Fernsehserie)
- 2021: Army of the Dead
- 2022: Aquaman and the Lost Kingdom
- 2022: Kimi